# Dz (dwuznak)
Dz (Dz, dz) – dwuznak składający się z liter D i Z. Występuje w językach: polskim, słowackim i węgierskim. Najczęściej oznacza dźwięk spółgłoski zwarto-szczelinowej dziąsłowej dźwięcznej oznaczany w międzynarodowej transkrypcji fonetycznej IPA symbolem [ʣ].